# 萨克斯曼 (阿拉斯加州)
萨克斯曼（英語：Saxman），是美国阿拉斯加州的一座城市。该市的人口在2000年为431人，2010年有411人。人口在阿拉斯加州排行第69。